# Quatica ikonomovi
Quatica ikonomovi is een haft uit de familie Ephemerellidae. De wetenschappelijke naam van de soort is voor het eerst geldig gepubliceerd in 1971 door Puthz.
De soort komt voor in het Palearctisch gebied.